# Паранџа
Паранџа /ˈpærənˌdʒɑː/ или паранџи (из فرنجية паранџа) је традиционална средњоазијска хаљина за жене и девојке која покрива главу и тело.
На другим језицима позната је и под именом „бурка“. У основном стилу и функцији сличан је другим регионалним стиловима, попут авганистанских чадари. Традиционални вео у централној Азији који се носио пре модерних времена био је фаранџи. Део који је покривао лице, познат као чачван (или чачвон), био је тежак и направљен од коњске длаке. Посебно је био распрострањен међу урбаним Узбецима и Таџикима. Паранџа се носила у Хорезму. Ношен је и за време владавине Шејбанида (око 1510–1600).
1800 -их година, жене Таџикистана и Узбекистана биле су обавезне да носе паранџу када су ван куће. Парнџе и чачвони су до 1917. били уобичајени међу урбаним Узбекисткињама у јужним речним сливовима. Ово се ређе носило у сеоским подручјима, а још ређе у номадској степи.